# Lepidocharax
Genre
Lepidocharax est un genre de poissons d'eau douce téléostéens de la famille des Characidae (ordre des Characiformes).

## Répartition
Les espèces du genre Lepidocharax se rencontrent en Amérique du Sud.

## Liste des espèces
Selon World Register of Marine Species (4 février 2024) :
- Lepidocharax burnsi Ferreira, Menezes & Quagio-Grassiotto, 2011
- Lepidocharax diamantina Ferreira, Menezes & Quagio-Grassiotto, 2011

## Classification
Le nom valide complet (avec auteur) de ce taxon est Lepidocharax Ferreira (d), Menezes (d) & Quagio-Grassiotto (d), 2011,.

## Étymologie
Le nom générique, Lepidocharax, dérive du grec ancien λεπίς, lepís, « écaille », et du genre Charax, employé comme suffixe de nombreux genres de Characidae, et fait aux écailles recouvrant le lobe ventral de la nageoire caudale.

## Publication originale
- (en) Katiane M. Ferreira, Naércio A. Menezes et Irani Quagio-Grassioto, « A new genus and two new species of Stevardiinae (Characiformes: Characidae) with a hypothesis on their relationships based on morphological and histological data », Neotropical Ichthyology, Sociedade Brasileira de Ictiologia (d), vol. 9, no 2,‎ juin 2011, p. 281-298 (ISSN 1679-6225 et 1982-0224, OCLC 56597180, DOI 10.1590/S1679-62252011000200005, lire en ligne).